# Adapsilia echinata
Adapsilia echinata är en tvåvingeart som beskrevs av Valery Korneyev 2006. Adapsilia echinata ingår i släktet Adapsilia och familjen Pyrgotidae. Inga underarter finns listade i Catalogue of Life.